# James A. McClure

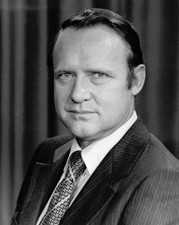
James A. McClure.

James A. McClure (Payette, 27 de dezembro de 1924 - 26 de fevereiro de 2011) foi um político norte-americano do estado de Idaho, notório por ter sido Senador dos Estados Unidos pelo Partido Republicano, no período de 3 de janeiro de 1973 a 3 de janeiro de 1991.